# Little Ponton and Stroxton
Little Ponton and Stroxton est une paroisse civile du Lincolnshire, en Angleterre.